# بودنگ
بودنگ (به آلمانی: Bodnegg) یک شهر در آلمان است که در رافنسبورگ واقع شده‌است. بودنگ ۳٬۰۷۵ نفر جمعیت دارد.

## خواهرخوانده
شهر Vouvry خواهرخواندهٔ بودنگ هست.